# Acrocordiella
Acrocordiella is een geslacht van schimmels uit de familie Pyrenulaceae. De typesoort is Acrocordiella occulta.

## Soorten
Volgens Index Fungorum telt het geslacht drie soorten (peildatum februari 2022):
| Soortnaam                 | Auteur(s)                           | Publicatiejaar |
| ------------------------- | ----------------------------------- | -------------- |
| Acrocordiella occulta     | (Romell) O.E. Erikss.               | 1982           |
| Acrocordiella omanensis   | Maharachch., K.D. Hyde & Al-Sadi    | 2018           |
| Acrocordiella yunnanensis | L.S. Dissan., J.C. Kang & K.D. Hyde | 2021           |